# Сказать правду
«Сказать правду» (англ. Truth Be Told) — американский драматический сериал, основанный на романе Кэтлин Барбер «Ты спишь?». Премьера состоялась на стриминговом сервисе Apple TV+ 6 декабря 2019 года.
5 марта 2020 года Apple TV+ объявил, что разрабатывает второй сезон сериала, премьера которого состоялась во второй половине 2020 года.
В декабре 2021 года объявлено о работе над третьем сезоном.

## Сюжет
Поппи Парнелл — журналистка и автор популярных подкастов, которая приобрела известность, раскрыв громкое убийство. Но спустя 18 лет в деле обнаруживаются новые детали, и Парнелл приходится встретиться с Уорреном Кейвом — человеком, которого она, возможно, ошибочно отправила в тюрьму.

## Актёрский состав

### В главных ролях
- Октавия Спенсер — Поппи Парнелл, репортёр популярного подкаста о криминале.
- Аарон Пол — Уоррен Кейв, осужденный убийца и объект следствий Поппи.
- Хантер Духан — Уоррен Кейв в молодости.
- Лиззи Каплан — Джози и Лэнни Бернэм, сёстры-близнецы, чей отец был убит Уорреном Кейвом.
- Элизабет Перкинс — Мелани Кейв, мать Уоррена.
- Майкл Бич — Ингрем Роудес, муж Поппи.
- Мекай Файфер — Маркус Кнокс, бывший детектив и близкий друг Поппи.
- Трейси Томс — Дезири Сковилл, старшая сестра Поппи.
- Ханифа Вуд — Сиди Сковилл, младшая сестра Поппи.
- Рон Сефас Джонс — Лендел «Шериф» Сковилл, отец Поппи.

### Во второстепенных ролях
- Тами Роман — Лилиан Сковилл, мачеха Поппи.
- Рико Э. Андерсон — Херби, управляющий бара.
- Николас Бишоп — Чак Бермэн, отец Джози и Лэнни.
- Аннабелла Шиорра — Эрин Бермэн, мать Джози и Лэнни.
- Молли Хейган — Сьюзан Карвер, тётя Джози и Лэнни.
- Билли Миллер — Алекс Данн, муж Лэнни.
- Эверли Макдонелл — Элла Данн, дочь Лэнни.
- Бретт Каллен — Оуэн Кейв, отец Уоррена.
- Линдон Смит
- Кэтрин Ланаса — Ноа Хевилленд, продюсер подкаста Поппи.

## Эпизоды
| Сезон | Сезон | Эпизоды | Оригинальная дата показа | Оригинальная дата показа |
| Сезон | Сезон | Эпизоды | Премьера сезона          | Финал сезона             |
| ----- | ----- | ------- | ------------------------ | ------------------------ |
|       | 1     | 8       | 6 декабря 2019           | 10 января 2020           |
|       | 2     | н/д     | 2020                     | 2020                     |

| № | Название                                                      | Режиссёр          | Автор сценария                 | Дата премьеры   |
| --- | ------------------------------------------------------------- | ----------------- | ------------------------------ | --------------- |
| 1 | «Монстр» «Monster»                                            | Миккель Нёргор    | Нишель Трамбл Спеллман         | 6 декабря 2019  |
| Спустя 20 лет после того, как 16-летний Уоррен Кейв был заключен в тюрьму за убийство Чака Бернэма, начинается повторное судебное разбирательство по делу Кейва в связи с противоречивыми показаниями дочери Чака, Лэнни. Поппи Парнелл, создатель известного подкаста о криминале, приглашена на суд в роли свидетеля. Поппи начинает вспоминать ужасные события тех лет. Это вызывает в ней чувство вины и она начинает вести подкасты о том, как это было на самом деле. Вскоре Поппи решает навестить Уоррена в тюрьме. Она связывается с больной раком матерью Уоррена и Лэнни, для того, чтобы получить адрес тюрьмы. Узнав его, она навещает Уоррена в тюрьме. Встреча неожиданно заканчивается, когда Поппи замечает на теле Уоррена татуировки с нацистской символикой. Позже, Поппи повторно посещает Уоррена и делает предположение, что он имел насилие в тюрьме. Уоррен говорит, что в день убийства Чака, он проник в дом Бернэмов для того, чтобы украсть таблетки для своей больной матери. Он вспоминает, как вошел в дом, но услышав шум, ушел. Именно в этот момент его увидела Лэнни.                                     |                                                               |                   |                                |                 |
| 2 | «Чёрные люди по соседству» «Black People in the Neighborhood» | Розмари Родригес  | Нишель Трамбл Спеллман         | 6 декабря 2019  |
| Уоррен звонит своей матери и ругается с ней из-за того, что она не рассказала ему о диагнозе. Поппи сталкивается с Оуэном Кейвом, начальником полиции и отцом Уоррена, который говорит ей, что его сын заслужил тюрьмы. Она зовет своего близкого друга Маркуса разыскать Джози, сестру-близнеца Лэнни, которая никогда не появлялась на судебных процессах и не давала показаний. Маркус выслеживает Лэнни и ее тётю Сьюзен. Они садятся в машину и видут разговор о Джози. Но неодиданно случается тяжелая авария и Сьюзен умирает от травм. Вскоре об этом узнает и сама Поппи от Маркуса, который вручает ей номер телефона Джози. Джози Бернэм, как выяснилось, выдаёт себя за другого человека и помолвлена. Оуэн встречается с Уорреном и говорит ему прекратить встречаться с Поппи. В Нью-Йорке Поппи находит Джози и говорит с ней о невиновности Уоррена и просит ее о помощи. Маркус обнаруживает, что у Мелани Кейв был роман с Чаком Бернэмом, что создаёт мотив убийства для Оуэна. Джози звонит Лэнни, которая просит ее сестру вернуться домой, но та отказывается. Во время драки в тюрьме Уоррен получает ножевое ранение. |                                                               |                   |                                |                 |
| 3 | «Даже соль выглядит как сахар» «Even Salt Looks Like Sugar»   | Сара Пиа Андерсон | Читра Элизабет Сампат          | 6 декабря 2019  |
| Поппи запрещают видеться с Уорреном. Она просит своего старого друга Херби передать сообщение Уоррену в тюрьму. Вскоре Поппи получается звонок от Уоррена. Он говорит, что знал о романе своей матери с Оуэном. |                                                               |                   |                                |                 |
| 4 | «Нет креста, нет короны» «No Cross, No Crown»                 | Миккель Нёргор    | Давита Скарлетт                | 13 декабря 2019 |
| Поппи и Маркус отслеживают движения своего главного подозреваемого в ночь убийства. |                                                               |                   |                                |                 |
| 5 | «Кладбище любви» «Graveyard Love»                             | Такер Гейтс       | Мэтт Джонсон                   | 20 декабря 2019 |
| Поппи продолжает расследовать ее новое дело, в то время как Уоррен сталкивается с последствиями её действий. |                                                               |                   |                                |                 |
| 6 | «Не похоронен, посажен» «Not Buried, Planted»                 | Сара Пиа Андерсон | Майкл Кастелейн                | 27 декабря 2019 |
| Сломленная Поппи пытается закончить это дело, но её начинает мучить совесть. |                                                               |                   |                                |                 |
| 7 | «Пережить это» «Live Thru This»                               | Лони Перистере    | Дарла Лансу Александра Салерно | 3 января 2020   |
| Поппи сосредотачивается на своем новом подозреваемом, а Уоррен принимает судьбоносное решение. |                                                               |                   |                                |                 |
| 8 | «Все, что было потеряно» «All That Was Lost»                  | Миккель Нёргор    | Леонард Дик                    | 10 января 2020  |
| Поппи находит новых союзников в своём деле. События Хэллоуина 1999 года раскрыты. |                                                               |                   |                                |                 |

## Производство

### Разработка
3 января 2018 года американская корпорация «Apple» объявила, что разрабатывает телеадаптацию романа Кэтлин Барбер «Ты спишь?». Создателем шоу выступила Нишель Трамбл Спеллман, которая также выступила сценаристом и исполнительным продюсером. Также сериал продюсировали — Октавия Спенсер (Orit Entertainment), Риз Уизерспун и Лорен Нойштадтер (Hello Sunshine), Дженно Топпинг и Кристен Кампо (Chernin Entertainment), Леонард Дик, Миккель Нёргор, Виктор Хсю, Питер Чернин.
2 мая 2018 года «Apple» объявила, что первый сезон будет состоять из восьми эпизодов.

### Кастинг
3 января 2018 года было объявлено, что Октавия Спенсер исполнит главную роль в сериале. В июне 2018 года стало известно, что Лиззи Каплан, Аарон Пол, Элизабет Перкинс, Мекай Файфер, Майкл Бич, Трейси Томс, Ханифа Вуд и Рон Сефас Джонс присоединились к актёрскому составу. В июле 2018 года стало известно, что Тами Роман, Николас Бишоп, Аннабелла Шиорра, Молли Хейган, Билли Миллер, Бретт Каллен присоединились к актёрскому составу. В августе 2018 года было объявлено, что Линдон Смит сыграет роль второго плана в сериале. 8 октября 2018 года стало известно, что Кэтрин Ланаса получила второстепенную роль в сериале.

### Съемки
Основную часть сериала начали снимать 25 июня 2018 года в Лос-Анджелесе, штат Калифорния. Съемочный процесс завершился 12 декабря 2018 года.

## Критика
На агрегаторе Rotten Tomatoes сериал имеет рейтинг 31 % на основе 29 отзывов со средней оценкой 5,72/10. На Metacritic сериал имеет средневзвешенный балл 46 из 100 на основе 14 рецензий, что указывает на «смешанные или средние отзывы».

## Награды и номинации
| Год  | Награда            | Категория                                                    | Номинант               | Результат |
| ---- | ------------------ | ------------------------------------------------------------ | ---------------------- | --------- |
| 2020 | NAACP Image Awards | Лучшая актриса в телефильме, мини- или драматическом сериале | Октавия Спенсер        | Номинация |
| 2020 | NAACP Image Awards | Лучший сценарий драматического сериала                       | Нишель Трэмбл Спеллман | Победа    |